# Bubú tropical
El bubú tropical (Laniarius major) és un ocell de la família dels malaconòtids (Malaconotidae).

## Hàbitat i distribució
Habita sabanes denses de l'Àfrica Occidental i Central, des del Senegal i Gàmbia fins Libèria i Kenya oriental, Zàmbia, nord-est de Tanzània, Malawi, nord-est de Namíbia, Botswana, Zimbabwe i Moçambic i nord de Sud-àfrica.

## Taxonomia
Les diferents subespècies d'aquesta espècie eren antany incloses dins Laniarius aethiopicus, i encara ho són en algunes classificacions, d'aquesta manera Laniarius aethiopicus (sensu lato) rebia el nom comú de bubú tropical (Tropical Boubou), actualment reservat per a Laniarius major, mentre Laniarius aethiopicus (sensu stricto) rep el nom de bubú d'Etiòpia (Ethiopian Boubou). des que han estat considerades espècies diferents, arran Nguembock et al, 2008